# Eucharis ulei
Eucharis ulei là một loài thực vật có hoa trong họ Loa kèn đỏ. Loài này được Kraenzl. mô tả khoa học đầu tiên năm 1913.